# Sulîmî, Romnî
Sulîmî (în ucraineană Сулими) este localitatea de reședință a comunei Sulîmî din raionul Romnî, regiunea Sumî, Ucraina.

## Demografie
Componența lingvistică a localității Sulîmî
     Ucraineană (99,18%)
     Alte limbi (0,82%)
Conform recensământului din 2001, majoritatea populației localității Sulîmî era vorbitoare de ucraineană (99,18%), existând în minoritate și vorbitori de alte limbi.